# Marcos Aurélio Carvalho
Marcos Aurélio Carvalho (Rio de Janeiro, 1982) é um empresário brasileiro que ganhou notoriedade nacional em meados de 2018 em razão de seu trabalho na campanha presidencial do então candidato Jair Bolsonaro (PSL). Após a vitória nas urnas, compôs o primeiro grupo de nomeados para integrar o governo de transição.
Após romper com Bolsonaro, ainda no início do mandato, em 2019, Marcos se aproximou de Cristiano Zanin, atual ministro do STF. Com Zanin, que exercia a advocacia na época, Marcos liderou uma grande operação de combate a Fake News nas eleições de 2022, unindo monitoramento de redes sociais e enfrentamento jurídico, em favor do então candidato Luiz Inácio Lula da Silva, que venceu o pleito. 
Além da campanha vitoriosa de Lula, em 2022, Carvalho trabalhou na campanha do candidato petista ao governo estadual da Bahia, Jerônimo Rodrigues.

## Biografia
Marcos Carvalho nasceu em Barra Mansa, no interior do Rio de Janeiro, em 1º de outubro de 1982. Antes de se formar em Administração, quando tinha apenas 17 anos, fundou com seus sócios a empresa AM4 Brasil Inteligência Digital, que tem escritórios no Rio de Janeiro (RJ), São Paulo (SP), Brasília (DF) e Belo Horizonte (MG). 
O empresário presidiu a Associação Comercial e foi vice-presidente da Federação das Associações Comerciais e Empresariais do Estado do Rio de Janeiro.
Em 2010, recebeu o título de Benemérito do Estado do Rio de Janeiro e, em 2014, foi eleito Carioca Nota 10 pela Revista Veja Rio, em reconhecimento pelos mais de 40 projetos apoiados pela AM4, entre eles a Oficina de Design Digital, que formou jovens carentes na área de programação para a internet.

## Participação no Governo Bolsonaro
Marcos Aurélio foi nomeado para integrar a equipe de transição do presidente eleito, em publicação no Diário Oficial, em 5 de novembro de 2019. Dois dias depois, divulgou nota afirmando que não seria remunerado pelo trabalho: “Em função de notícias publicadas na imprensa envolvendo o meu nome, esclareço que minha participação na equipe de transição do governo federal se dará de forma voluntária. No dia de hoje, formalizei pedido para abrir mão de  receber qualquer  remuneração. Colaboro com a equipe de transição por acreditar no futuro governo e no intuito de contribuir com o meu país”. Segundo informações do jornal Folha de S.Paulo, a remuneração de que Carvalho abriu mão seria de R$ 9.926,60 .

## Campanha Presidencial de 2018
A estreia de Marcos Carvalho em campanhas presidenciais aconteceu em 2018. Segundo a prestação de contas da campanha de Jair Bolsonaro, a AM4, foi a principal prestadora de serviço ao PSL durante as eleições daquele ano. Os serviços prestados englobavam, além das estratégias digitais e do programa eleitoral gratuito do segundo turno, a criação e gestão da plataforma de arrecadação da campanha, que arrecadou mais de R$4 milhões em doações.
Por ser a única empresa de tecnologia a aparecer na prestação de contas de Jair Bolsonaro naquele ano, a AM4 foi mencionada em matérias do jornal Folha de S. Paulo, que afirmava que empresários teriam bancado uma campanha de disparos em massa contra o Partido dos Trabalhadores (PT) pelo WhatsApp. Segundo o jornal, empresas que executam disparos de mensagem em massa pelo WhatsApp teriam sido contratadas para enviar centenas de milhões de mensagens na semana anterior ao segundo turno. Os contratos chegariam a R$12 milhões cada, segundo a reportagem.
 Ao jornal, o empresário Marcos Aurélio Carvalho afirmou que a AM4 tinha apenas 20 pessoas trabalhando na campanha. "Quem faz a campanha são os milhares de apoiadores voluntários espalhados em todo o Brasil. Os grupos são criados e nutridos organicamente", disse.
Usando como base a reportagem da Folha, o PT, cujo candidato, Fernando Haddad, disputou o segundo turno contra Bolsonaro, moveu uma ação questionando a legitimidade das eleições de 2018. O ministro Jorge Mussi, relator da ação no Tribunal Superior Eleitoral (TSE), em despacho publicado no dia 26 de setembro de 2019, enumerou as razões por que entendeu que a AM4 não participou dos disparos em massa.
Nesse contexto, em março de 2020, Marcos Carvalho chegou a dar depoimento à CPI das Fake News, na Câmara dos Deputados, quando negou o uso da estratégia de disparos em massa e explicou as atividades realizadas pela agência na campanha. 
O depoimento à CPI aconteceu quando Carvalho já havia rompido com Bolsonaro. Convidado a integrar a equipe de transição do novo governo, em novembro de 2018, o empresário preferiu se afastar devido a ataques do filho do ex-presidente, Carlos Bolsonaro.  Progressivamente, Carvalho se aproximou da oposição , o que resultou em sua participação em diversas campanhas de esquerda, incluindo a disputa de Lula à presidência em 2022.

## Campanha presidencial de 2022
Na campanha do então candidato Luiz Inácio Lula da Silva, eleito presidente em 2022, Carvalho atuou na estratégia de combate a Fake News. Em uma sala de guerra com painéis informando a movimentação das redes sociais em tempo real, o empresário liderava uma equipe que interagia com o time jurídico da campanha petista, visando à neutralização da ação de detratores.